# Bart Vriends
Bart Vriends, né le 9 mai 1991 à Amersfoort, est un footballeur néerlandais. Il évolue au Sparta Rotterdam au poste de défenseur central.

## Biographie
Lors de la saison 2015-2016, il joue deux matchs en Ligue Europa avec le club des Go Ahead Eagles, inscrivant un but.